# 李友
李友（?—1646年），陕西米脂人，大顺重要将领，封武阳伯。

## 生平
李友早年在秀才家做佣工，与李自成、刘宗敏相识。后李自成起义，李友为参与者。
崇祯十六年（1643年）三月，李自成在襄阳建五营军制，李友任中营标右威武将军。十月，李友随李自成进军关中，攻克庆阳、平凉。李友与白鸠鹤等率军东进，克合阳、韩城，进入山西，克荣河县、平阳，知府张遴然、副总兵陈尚智等降。
大顺永昌元年（1644年），李自成在西安建国，分封功臣，李友被封为武阳伯。李自成渡黄河，进军北京。李友率所部在山西加入李自成军，参与攻克北京。李自成伐山海关，留李友与牛金星守北京。一片石战役后，李友随李自成撤退，此后，与李过一起防守陕北沿河防线。永昌二年（1645年），李友与李过、田见秀等大顺将领继续抗清。永昌三年（1646年），大顺军攻清荆州，清军突然从后方攻至，大顺军大败。李自敬、田见秀、张鼐、李友、吴汝义迫于形势一起降清，后全部被清廷杀害。